# Aldo Ronconi
Pour les articles homonymes, voir Ronconi.
Aldo Ronconi, né le 20 septembre 1918 à Brisighella près de Ravenne, en Émilie-Romagne, et mort le 12 juin 2012, est un coureur cycliste italien.

## Biographie
Aldo Ronconi devient professionnel en 1940 et le reste jusqu'en 1952. Il remporte en 1946 le championnat d'Italie sur route et une étape du Tour d'Italie. En 1947, il se classe quatrième du Tour de France, après avoir gagné une étape et porté le maillot jaune pendant deux jours.

## Palmarès
- 1939
  - Milan-Munich :
    - Classement général
    - 2e étape

  - 2e de Turin-Plaisance

- 1940
  - Tour d'Ombrie

- 1946
  -  Champion d'Italie sur route
  - 15e étape du Tour d'Italie
  - Tour de Toscane
  - 3e du Tour de Suisse
  - 3e du Trophée Matteotti
  - 5e du Tour d'Italie

- 1947
  - 3e étape du Tour de France
  - 2e du Tour du Piémont
  - 3e du Tour de Romagne
  - 3e du championnat d'Italie sur route
  - 4e du Tour de France

- 1949
  - 2e et 6e étapes du Tour des Trois Mers
  - 2e du Tour des Trois Mers
  - 3e du Tour de Romagne

- 1950
  - 3e du Tour de Suisse

## Résultats sur les grands tours

### Tour de France
2 participations
- 1947 : 4e, vainqueur de la 3e étape,  maillot jaune pendant deux jours
- 1948 : abandon (15e étape)

### Tour d'Italie
6 participations
- 1940 : 40e
- 1946 : 5e, vainqueur de la 15e étape
- 1947 : abandon
- 1948 : abandon
- 1949 : abandon
- 1950 : 13e